# Dó menor
Dó menor (abreviatura no sistema europeu Dó m e no sistema americano Cm) é a tonalidade que consiste na escala menor de dó, e contém as notas dó, ré, mi bemol, fá, sol, lá bemol, si bemol e dó. A sua armadura contém três bemóis. A sua tonalidade relativa é mi bemol maior, e a sua tonalidade paralela é dó maior.

## Composições

### Eruditas em Dó menor
- Johann Sebastian Bach:
  - Passacaglia para órgão
  - Invenção n.º 2
- Wolfgang Amadeus Mozart: Concerto para piano n.° 24 K. 491
- Ludwig van Beethoven:
  - Sonata para piano n.° 8 (Patética)
  - Sinfonia n.° 5
  - Abertura Coriolano
- Frédéric Chopin: Estudo Op. 10 n.º 12 "Revolucionário"
- Johannes Brahms: Sinfonia n.° 1
- Anton Bruckner: Sinfonia n.° 8
- Gustav Mahler: Sinfonia n.° 2 Ressurreição

### Outros tipos
- Britney Spears
  - Toxic
  - Baby, One More Time

- Bob Marley
  - Could You Be Loved
  - Get Up, Stand Up

- Over - Lindsay Lohan
- Fly Robin Fly - Silver Convention
- Just One Fix - Ministry
- Ride Like the Wind - Christopher Cross
- Die Another Day - Madonna
- Toxicity - System of a Down
- Since I've Been Loving You - Led Zeppelin
- A View to a Kill - Duran Duran
- Sweet Dreams - Eurythmics
- Shake your booty - KC and the Sunshine Band
- Hà Nội, tình yêu của tôi - Văn Dung
- Hà Nội mùa thu - Vũ Thanh

- Desert Rose - Sting
- Holy Diver - Dio
- It's My Life - Bon Jovi
- Lonely Days - Bee Gees
- Spanish Castle Magic - The Jimi Hendrix Experience
- Parallel Universe - Red Hot Chili Peppers
- Say It Ain't So - Weezer
- To the Moon and Back - Savage Garden
- Tragedy - Bee Gees
- High Hopes - Pink Floyd
- Survivor - Eye of the Tiger